# Головко В'ячеслав Ілліч
В'ячеслав Ілліч Головко (6 липня 1947, Даурія — 9 липня 2022, Дніпро) — український науковець у галузі металургії, педагог. Доктор технічних наук (2005), професор (2012). Дослідник застосування мікрохвильової техніки у металургійній галузі.
Понад 20 років — науковий співробітник Інституту чорної металургії імені З. І. Некрасова (1970—1994), майже 25 років віддав праці у своїй alma mater — Національній металургійній академії України (1994—2021). Автор близько 300 наукових робіт та 60 авторських свідоцтв на винаходи.

## Життєпис
Народився 6 липня 1947 року у селищі Даурія, РРФСР.
У 1970-му році закінчив Дніпровський металургійний інститут за фахом «Автоматизація та комплексна механізація металургійного виробництва», отримав кваліфікацію інженера-електромеханіка. Відтоді ж — науковий співробітник Інституту чорної металургії імені З. І. Некрасова.
У 1978-му році здобув науковий ступінь кандидата технічних наук, захистивши дисертацію на тему «Анализ и синтез оборудования систем шихтоподачи доменных печей большого объёма с целью повышения эксплуатационной надёжности и производительности».
У 1994-му році перейшов на роботу до своєї alma mater — Національної металургійної академії України (НМАУ), де обійняв посаду професора кафедри автоматизації виробничих процесів.
У 2005-му році здобув науковий ступінь доктора технічних наук, захистивши дисертацію на тему «Научное обоснование и применение микроволновой техники для информационного обеспечения АСУ ТП в металлургии». З 2007-го року — провідний науковий співробітник лабораторії мікрохвильової техніки у металургії НМАУ.

Могила В'ячеслава Головка, Байкове кладовище

У 2021-му році Національна металургійна академія України була реорганізована в Український державний університет науки і технологій, куди й перейшов В'ячеслав Головко.
Автор близько 300 наукових робіт, 60 запатентованих винаходів. Дружина — науковиця у галузі металургії, кандидат технічних наук Людмила Головко (1952—2022).
Помер через три дні після смерті дружини та власного 75-річчя, 9-го липня 2022-го року, у Дніпровській міській клінічній лікарні № 4. Похований разом із дружиною у Києві, у колумбарії Байкового кладовища (50°24′55.6″ пн. ш. 30°30′15.9″ сх. д. / 50.415444° пн. ш. 30.504417° сх. д.).

## Науковий доробок (частковий)
- 1978 — «Анализ и синтез оборудования систем шихтоподачи доменных печей большого объема с целью повышения эксплуатационной надежности и производительности»: диссертация кандидата технических наук : 05.04.04. — Днепропетровск, 1978. — 202 с. : ил.
- 1980 — «Системы шихтоподачи в доменном производстве» (у співавторстві)
- 2005 — «Научное обоснование и применение микроволновой техники для информационного обеспечения АСУ ТП в металлургии» (дисертація)
- 2006 — «Радиолокация поверхности засыпи шихтовых материалов в доменной печи» (у співавторстві; стаття)
- 2006 — «Информационное обеспечение металлургии на основе микроволновой техники» (у співавторстві; стаття)
- 2008 — «Радиолокационный контроль процессов в доменном производстве» (у співавторстві; стаття)
- 2008 — «Управление эффективностью грохочения сырья для обжига известняка» (у співавторстві; стаття)
- 2010 — «Радиолокационный контроль металлургических процессов» (у співавторстві; монографія)
- 2013 — «Особенности применения микроволнового зондирования уровня конвертерной ванны» (у співавторстві; стаття)
- 2015 — «Определение геометрических параметров доз шихтовых материалов с целью определения их секундных объемов» (у співавторстві; стаття)
- 2015 — «Математическое описание движения шихтовых материалов по лотку бесконусного загрузочного устройства» (у співавторстві; стаття)
- 2015 — «Компьютерная модель формообразования поверхности шихты в условиях перекоса засыпи при загрузке печей шахтного типа» (у співавторстві; стаття)
- 2015 — «Возможность применения радарного метода контроля для управления распределением шихтовых материалов в доменной печи» (у співавторстві; монографія)
- 2016 — «Применение радиолокации для определения уровня сыпучих материалов в металлургических агрегатах» (у співавторстві; стаття)
- 2016 — «Возможность использования радиолокации в системах шихтоподачи» (у співавторстві; стаття)
- 2016 — «Физическая модель истечения сыпучего материала из бункера загрузочного устройства» (у співавторстві; стаття)
- 2016 — «Математическое описание движения сыпучих материалов в условиях неустановившегося режима» (у співавторстві; стаття)
- 2016 — «АСУ ТП в конвертерном производстве» (у співавторстві; підручник)
- 2017 — «Определение параметров выгрузки шихты из бункеров бесконусного загрузочного устройства доменной печи» (у співавторстві; стаття)
- 2017 — «К вопросу создания информационной модели загрузки шихты в доменную печь» (у співавторстві; стаття)
- 2017 — «Гибкая система формирования многокомпонентных порций шихты для загрузки в доменную печь» (у співавторстві; стаття)
- 2019 — «Оптимізація шихтоподачі доменних печей» (у співавторстві; монографія)
- 2020 — «Истечение шихтовых материалов из конусного затвора загрузочных устройств доменной печи» (у співавторстві; стаття)
- 2020 — «Модель управління формуванням багатокомпонентних порцій шихти на доменному конвеєрі» (у співавторстві; стаття)
- 2020 — «Определение динамических параметров потока сыпучего груза по наклонным течкам круглого поперечного сечения» (у співавторстві; стаття)

### Авторські свідоцтва на винаходи (у співавторстві)
- 1978 — способ дозировки шихтовых материалов на конвейерном подъемнике доменной печи
- 1978 — устройство управления загрузкой весового бункера
- 1980 — затвор бункера
- 1980 — устройство подачи шихтовых материалов в скип доменной печи
- 1980 — устройство для выпуска ферромагнитных сыпучих материалов из бункера
- 1981 — способ подачи магнитных материалов на доменный конвейер
- 1981 — способ управления механизмами транспортерной шихтоподачи доменных печей
- 1982 — способ загрузки весового бункера доменной печи шихтовыми материалами
- 1983 — устройство для остановки конвейерной ленты со стальным каркасом
- 1984 — валковый пресс для брикетирования порошкообразных материалов
- 1984 — конвейерный подъемник доменной печи
- 1985 — устройство для отбора проб материала
- 1985 — способ питания электрофильтра
- 1986 — способ подготовки шихты для производства железорудных углеродсодержащих брикетов
- 1986 — система контроля количества металла в ковше
- 1986 — система весового порционного дозирования
- 1986 — способ окускования шихты брикетированием
- 1994 — спосіб прогнозування керуючих дій у конвертері та пристрій для його здійснення
- 2003 — спосіб прогнозування керуючих дій у конвертері
- 2004 — захисна пластина для радіолокаційної апаратури
- 2004 — спосіб видувки доменної печі
- 2006 — спосіб визначення технологічних параметрів засипки шихти в шахтній печі
- 2007 — пристрій контролю рівня засипки шихти у доменну піч
- 2008 — спосіб дозування матеріалу шихти для доменної печі
- 2008 — спосіб завантаження матеріалу шихти в доменну піч
- 2009 — спосіб ведення конвертерної плавки
- 2011 — спосіб підготовки матеріалів шихти для доменної печі
- 2013 — спосіб подачі шихтових матеріалів в доменну піч
- 2020 — спосіб завантаження шихтових матеріалів в доменну піч